# Богданович, Пётр Фёдорович
Пётр Фёдорович (Иванович?) Богдано́вич (конец 1740-х или начало 1750-х — 1803) — писатель и переводчик конца XVIII века.

## Биография
Из дворян, родился в Полтаве.
Во второй половине 1760-х годов учился в Лейпцигском университете, затем продолжал образование в Великобритании и Голландии.
В 1771—1777 годах служил в тайной экспедиции. С 1777 по 1783 годы служил в библиотеке Санкт-Петербургской академии наук в качестве переводчика и помощника библиотекаря, участвовал в составлении каталогов библиотеки и принимал участие в систематизации коллекций Кунсткамеры.
С 1779 по 1781 годы занимал должность редактора журнала «Академические известия», кроме того, надзирал за работами гравировального и рисовального департаментов академии наук (1777—1780). Является автором аннотированных каталогов «всех продающихся при Академии наук книг» (до 1782 года эти аннотированные каталоги публиковались в газете «Санкт-Петербургские ведомости»).
В 1779 году начал собственную издательскую деятельность.
В феврале-июне 1786 года Богданович (совместно с Ф. В. Туманским) издавал журнал «Зеркало света», вышло 6 номеров. В августе-ноябре начал издавать свой журнал «Новый Санкт-Петербургский вестник», но безуспешно, вышло всего 2 номера, в основном, с материалами самого Богдановича.
В 1787 году он открыл в Санкт-Петербурге собственную типографию, издал свыше 150 книг, в том числе книги следующих авторов:
- Вольтер;
- Руссо Ж.-Ж.;
- Мерсье Л. С.;
- Фонвизин Д. И. («Жизнь графа Н. П. Панина», «Бригадир», «Недоросль» и др.);
- Эмин Ф. А. (переиздавал его журнал «Адская почта» и др.);
- Эразм Роттердамский (первый, однако сокращённый перевод «Похвалы глупости» (1789)).

Кроме того, в числе прочих, в издательстве вышли следующие книги:
- «Дедушкины прогулки», сборник, 1791;
- «Лекарство от задумчивости и бессонницы», сборник, 1791;
- «Собрание русских песен», 1792.

Ему же принадлежат следующие компиляции и переводы:
- «Дикий человек, смеющийся учёности и нравам нынешнего света» (СПб., 1781—1790) (авторство под вопросом, Ю.Лотман считает, что автор -Богданович);
- «Новая российская азбука для дворянских детей» (СПб., 1784);
- «Новая и полная французская азбука», 1785;
- «Новый французский букварь», 1785;
- «Азбука российская для малолетних детей», 1788,
- «Письмовник, или …наставление, как сочинять разного рода письма», 1788
- «Магомет с Алкораном» (СПб., 1786)
- «Скрижали нравоучения» (СПб., 1784)
- «Размышления Додда» (пер. с англ., СПб., 1784)
- «Новый способ лечения чесотки, Пещикова» (с лат., СПб., 1786)
- «Историческое известие о раскольниках», 1787
- «Описание землетрясений в Калабрии и Сицилии» (с фр., СПб., 1787)
- «Правила для соблюдения здоровья» (СПб., 1788)

В 1795 году Богданович разорился. Его коллекция гравюр и картин, а также значительное собрание книг, серьёзно пострадавшие при пожаре в начале 1790-х гг., были проданы за долги. В апреле 1796 Богданович предан суду по ложному обвинению в оскорблении частного пристава и в мае он «яко безпокойный и упорного нрава человек, не повинующийся власти», был выслан из Петербурга в Полтаву к отцу. В 1801 году Богданович напомнил о себе прошением и в конце года императором ему было дозволено выезжать из Полтавы без права въезда в столицу. Умер в нужде и безвестности.